# Фраунхоферови линии
Във физиката и оптиката, Фраунхоферовите линии са набор от абсорбционни линии, които са видими на фона на непрекъснатия звезден спектър. Кръстени са в чест на немския физик Йозеф фон Фраунхофер. Първоначално са наблюдавани във вида на тъмни черти във видимия спектър на Слънцето.
Фраунхоферовите линии са типични спектрални абсорбционни линии. Това са тъмни линии, тесни региони с намален интензитет, които са дължат на абсорбирането на фотони, докато светлината преминава от източника към наблюдателя. При Слънцето, Фраунхоферовите линии се дължат на газ в слънчевата атмосфера. Фотосферният газ е по-студен от вътрешните региони и абсорбира светлината, излъчвана от тях.

## Откриване
През 1802 г. английският химик Уилям Уоластън става първият човек, забелязал появата на няколко тъмни черти в слънчевия спектър. През 1814 г. Фраунхофер независимо преоткрива чертите и започва систематичното им изучаване и внимателното изследване на дължината на вълната им. Общо той нанася 570 линии и обозначава основните им характеристики с букви от A до K, а по-слабите линии с други букви. Съвременните наблюдения на слънчевата светлина могат да показват хиляди линии.
След около 45 години Густав Кирхоф и Роберт Бунзен забелязват, че няколко Фраунхоферови линии съвпадат с характерни емисионни линии, намерени в спектъра на нагретите елементи. Те правилно дедуцират, че тъмните линии в слънчевия спектър са причинени от абсорбция на химични елементи в слънчевата атмосфера. Някои от наблюдаваните черти са идентифицирани като телурични линии, произхождащи от абсорбцията на кислородните молекули в земната атмосфера.

## Номенклатура
По-важните Фраунхоферови линии и елементите, с които се свързват, са показани в таблицата долу:
| Обозначение | Елемент | Дължина на вълната (nm) |
| ----------- | ------- | ----------------------- |
| y           | O2      | 898,765                 |
| Z           | O2      | 822,696                 |
| A           | O2      | 759,370                 |
| B           | O2      | 686,719                 |
| C           | Hα      | 656,281                 |
| a           | O2      | 627,661                 |
| D1          | Na      | 589,592                 |
| D2          | Na      | 588,995                 |
| D3 или d    | He      | 587,5618                |
| e           | Hg      | 546,073                 |
| E2          | Fe      | 527,039                 |
| b1          | Mg      | 518,362                 |
| b2          | Mg      | 517,270                 |
| b3          | Fe      | 516,891                 |
| b4          | Mg      | 516,733                 |

| Обозначение | Елемент | Дължина на вълната (nm) |
| ----------- | ------- | ----------------------- |
| c           | Fe      | 495,761                 |
| F           | Hβ      | 486,134                 |
| d           | Fe      | 466,814                 |
| e           | Fe      | 438,355                 |
| G'          | Hγ      | 434,047                 |
| G           | Fe      | 430,790                 |
| G           | Ca      | 430,774                 |
| h           | Hδ      | 410,175                 |
| H           | Ca+     | 396,847                 |
| K           | Ca+     | 393,366                 |
| L           | Fe      | 382,044                 |
| N           | Fe      | 358,121                 |
| P           | Ti+     | 336,112                 |
| T           | Fe      | 302,108                 |
| t           | Ni      | 299,444                 |

Фраунхоферовите линии C, F, G', и h съответстват на алфа, бета, гама и делта линиите в серията на Балмър на емисионните линии на водородния атом. Фраунхоферовите букви днес рядко се използват тези линии.
Линиите D1 и D2 образуват известния „натриев дублет“, чиито център с дължина на вълната от 589,29 nm се обозначава с буквата D. Това историческо означение на тази линия се е запазило и до днес и се дава за всички преходи между основното състояние и първото възбудено състояние на другите алкални атоми. Линиите D1 и D2 се отнасят за фината структура, разделяща възбудените състояния. Това може да е объркващо, тъй като възбуденото състояние за този преход е P-състоянието на алкалите и не трябва да се бърка с по-високите D-състояния.
Фраунхоферовите линии H и K също се използват все още за „калциевият дублет“ във виолетовата част на спектъра, което е важно в астрономическата спектроскопия.
Поради тяхната точно определена дължина на вълната, Фраунхоферовите линии често се използват за характеризиране на показателя на пречупване и дисперсионните свойства на оптични материали.